# Feldemissionsbildschirm
Feldemissionsbildschirme (auch FED für Field Emission Display) sind ähnlich wie Plasmabildschirme relativ flache Bildschirme, bei denen wie bei CRT-Bildschirmen durch einen Elektronenstrahl ein aktiv leuchtender Punkt auf einem Bildschirm mit fluoreszierender Schicht erzeugt wird.

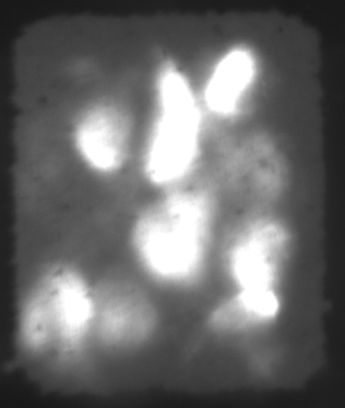
Nahaufnahme eines Pixels eines Feldemissionsbildschirms

Anders als bei CRTs wird bei FEDs allerdings nicht der ganze Bildschirm von einem Elektronenstrahl „beschrieben“. Stattdessen stehen für jeden Bildpunkt eigene Elektronenquellen zur Verfügung. Dadurch sind bei FEDs Kontrast und Helligkeit und Wiederholfrequenz um einiges besser als bei CRTs.
Als Selbstleuchter benötigen FEDs (wie auch Plasmabildschirme) im Gegensatz zu Flüssigkristallbildschirmen (LCDs) keine Hintergrundbeleuchtung.
Die geringe Dicke der FEDs erreicht man durch Erzeugung der nötigen Elektronen aus kalten Kathoden mithilfe der Feldemission.
Dabei werden die Elektronen mit Hilfe von Emissionsspitzen mit einem äußerst geringen Krümmungsradius von nur ca. 10 nm mit einem darüberliegenden Steuergitter beschleunigt, was ein sehr hohes elektrisches Feld zur Folge hat. Pro Pixel werden 2000–3000 Spitzen eingesetzt. Der Herstellungsprozess für die Spitzen ist selbstregulierend; erst dadurch wird die große Dichte ermöglicht.
Neuere Entwicklungen von FEDs zeigen auch, dass ein aufgetragener Verbundwerkstoff anstatt der schwierig zu fertigenden Spitze verwendet werden kann. Dies ermöglicht weitere Gatestrukturen und vor allem eine viel einfachere Herstellung einer Pixelzelle. Ein weiterer Ansatz ist, Kohlenstoffnanoröhren anstelle der klassischen Spitze zu verwenden. Sie bieten bessere Emittereigenschaften, eine Emission ist dadurch schon bei geringeren Spannungen möglich.
Im Dezember 2006 gründete Sony zusammen mit dem Investor Tex Gate Investment das Joint Venture Field Emission Technologies Inc., um die Entwicklung von FED voranzutreiben. Das Investitionsvolumen lag bei insgesamt 2,5 Mrd. Yen oder umgerechnet 15,8 Mio. €. Als Alternative zu den OLED-Displays wollte das Unternehmen zunächst 2009 erste 17-Zoll-Displays produzieren. FET plante im ersten Jahr 10.000 FE-Monitore herzustellen, vorwiegend für Industrie-Anwendungen. Die Entwicklung wurde jedoch aufgrund nicht vorhandener Mittel 2009 eingestellt.